# Dipartimento di Godoy Cruz
Godoy Cruz è un dipartimento argentino, situato nella parte centro-settentrionale della provincia di Mendoza, con capoluogo Godoy Cruz.

## Geografia fisica
Esso è parte della "Gran Mendoza", e confina con i seguenti dipartimenti: Capital, Guaymallén, Maipú, Luján de Cuyo e Las Heras.

## Società

### Evoluzione demografica
Secondo il censimento del 2001, su un territorio di 75 km², la popolazione ammontava a 182.977 abitanti, con un aumento demografico del 1,89% rispetto al censimento del 1991.
Abitanti censiti

## Amministrazione
Il dipartimento, come tutti i dipartimenti della provincia, è composto da un unico comune, suddiviso in 5 distretti (distritos in spagnolo):
- Gobernador Benegas
- Godoy Cruz, sede municipale
- Las Tortugas
- Presidente Sarmiento
- San Francisco del Monte